# Paratrichia spicata
Paratrichia spicata is een vliegensoort uit de familie van de venstervliegen (Scenopinidae). De wetenschappelijke naam van de soort is voor het eerst geldig gepubliceerd in 1975 door Kelsey.